# Johan Asplund
Karl Johan Asplund (* 19. Mai 1937 in Jakobstad; † 13. November 2018 in Lund) war ein schwedischer Soziologe und Professor der Universität Lund.
Er arbeitete ethnomethodologisch und theoretisch und publizierte u. a. über den Klassenbegriff von Georg Lukács und Gemeinschaft und Gesellschaft von Ferdinand Tönnies.
Er starb am 13. November 2018 81-jährig in Lund.

## Schriften
- Om mättnadsprocesser, 1967
- Sociala egenskapsrymder, 1968
- Om undran inför samhället, 1970
- Om attitydbegreppets teoretiska status, 1971
- En mycket fri tolkning av några teser i George Lukács historia och klassmedvetande, 1971
- Inledning till strukturalismen, 1973
- Bertillon och Holmes, 1976
- Teorier om framtiden, 1979
- Socialpsykologiska studier [„Sozialpsychologische Studien“], 1980
- Tid, rum, individ och kollektiv, 1983
- Ett ostämt piano är hemskt, 1984
- Om hälsningsceremonier, mikromakt och asocial pratsamhet, 1987
- Det sociala livets elementära former [„Elementarformen sozialen Lebens“], 1987
- Rivaler och syndabockar [„Rivalen und Sündenböcke“], 1989
- Essä om Gemeinschaft och Gesellschaft [„Essay über Gemeinschaft und Gesellschaft“], 1991
- Storstäderna och det forteanska livet, 1992
- Avhandlingens språkdräkt, 2002
- Genom huvudet, 2002
- Hur låter åskan? 2003
- Angående Raymond Chandler [„Betreffend Raymond Chandler“], 2004
- Munnens socialitet och andra essäer, 2006

## Auszeichnungen
- 1997: Kellgren-Preis
- 2003: John-Landquist-Preis